# Донман
Донман (фр. Donnement) насеље је и општина у североисточној Француској у региону Шампањ-Арден, у департману Об која припада префектури Бар сир Об.
По подацима из 2011. године у општини је живело 80 становника, а густина насељености је износила 7,12 становника/km². Општина се простире на површини од 11,24 km². Налази се на средњој надморској висини од 108 метара.

## Демографија
| 1962. | 1968. | 1975. | 1982. | 1990. | 1999. | 2011. |
| ----- | ----- | ----- | ----- | ----- | ----- | ----- |
| 194   | 194   | 165   | 128   | 101   | 111   | 80    |

График промене броја становника у току последњих година